# Philip Michael Thomas
Philip Michael Thomas (Columbus (Ohio), 26 mei 1949) is een Amerikaans acteur en zanger.
Thomas werd vooral bekend door zijn rol in Miami Vice, als Ricardo "Rico" Tubbs, in de jaren '80. In de serie komt hij vanuit New York naar Miami om zijn vermoorde broer te wreken. Toevalligerwijs ontmoet hij Sonny Crockett, die ook undercover werkt en dezelfde persoon zoekt.
Ook was hij de stem van Lance Vance uit de videogames Grand Theft Auto: Vice City en Grand Theft Auto: Vice City Stories.

## Filmografie inclusief televisie(films)
- Come Back, als Charleston Blue, 1972
- Stigma, als dr. Calvin Crosse, 1972
- Book of Numbers, als Dave Green, 1973
- Toma, als Sam Hooper, televisieserie, 1973
- Good Time, televisieserie, 1974
- Mr. Ricco, 1975
- Black Fist, 1975
- Coonskin, 1975
- Sparkle, als Stix, tegenspeler van Irene Cara, 1976
- Medical Centre, televisieserie, als dr. Sam Karter, 1976
- The Beasts Are on the Streets, televisie, als Eddie Morgan, 1978
- Starsky and Hutch, televisieserie, als Kingston St. Jacques, 1978 (1 afl.)
- Miami Vice, televisieserie, als Ricardo Tubbs, 1984 - 1990 (111 afl.)
- Death Drug, 1978
- The Dark, 1979
- Roots: The Next Generations, miniserie, 1979
- Lawman Without a Gun televisie, 1979
- Valentine, televisie, 1979
- The Mushroom Eater, film, 1980
- Of Stigma, 1982
- Hey Good Lookin', 1982, (stemacteur)
- A Fight for Jenny, televisie, 1986
- False Witness televisie, als Bobby Marsch, 1989
- The Wizard of Speed and Time, film, 1989
- Zorro: Pride of the Pueblo, seizoen 1, afl. 12, 1990
- A Little Piece of Sunshine, 1990
- Detective Extralarge: Moving Target, als Dumas, 1990, met Bud Spencer
- Detective Extralarge: Miami Killer, 1991 "
- Detective Extralarge: Magic Power, 1991 "
- Detective Extralarge:: Jo-Jo, 1991 "
- Detective Extralarge: Cannonball, 1991 "
- Detective Extralarge: Black Magic, 1991 "
- Detective Extralarge: Black and White, 1991 "
- The Case of the Ruthless Reporter, 1991
- Miami Shakedown, 1993 (ook uitvoerend producent van deze film)
- River of Stone, 1994
- We Are Angels, 1997 (miniserie), als Joe/Father Zaccaria
- Grand Theft Auto: Vice City, (stem) als Lance Vance, 2002, (spel)
- Fate, 2003, film, als rechercheur Ciprian Raines
- Grand Theft Auto: Vice City Stories, (stem) als Lance Vance, 2006, (spel)

## Muziek
Thomas speelde ook in de cast van Hair, een verfilmde musical, in 1979/1980 en bracht enkele albums uit, echter
zonder hitsuccessen. Zijn eerst album, uit 1985, heet Living the Book of My Life.